# Ражнев
Ражнев (укр. Ражнів) — село в Заболотцевской сельской общине Золочевского района Львовской области Украины.
Население по переписи 2001 года составляло 350 человек. Занимает площадь 1,043 км². Почтовый индекс — 80630. Телефонный код — 3266.